# Unterstraße
Unterstraße ist ein Ortsteil von Wermelskirchen im Rheinisch-Bergischen Kreis in Nordrhein-Westfalen.

## Lage
Der Ort Unterstraße in Wermelskirchen hieß bis 1892 nur Straße. Die Reichspostverwaltung hatte den Namen gewählt, zur Unterscheidung vom damals noch zu Wermelskirchen gehörigen Ort Oberstraße. Er liegt westlich vom Tente, südlich von Ellinghausen und nördlich von Löh. Die „Unterstraße“ ist so alt wie die Straße, an der sie liegt. Dieser alte Handelsweg führt von Köln nach Dortmund. Er ist damit ein Nebenzweig des europäischen Fernweges von Brügge nach Nowgorod. Heute hat diese Funktion die parallel geführte Bundesautobahn 1 übernommen. Durch den Ort verläuft die Bundesstraße 51. In Unterstraße wurde das Neubaugebiet „Im Märchenviertel“ ausgewiesen, welches derzeit in Arbeit ist.
Schon Karl der Große kann einen seiner Sachsenfeldzüge nur über diesen Wegführung genommen haben. Es heißt in den Quellen, dass er vom Sammelpunkt des Heeres in Düren über Köln in drei Tagen zur Hohensyburg bei Hagen geritten sei, das kann nur die Streckenführung der heutigen B 51 gewesen sein im Jahre 775. Dieser sehr alte Handelsweg wurde unter Kurfürst Karl Theodor von Wittelsbach in den 1760er und 1770er Jahren als Chaussee ausgebaut.

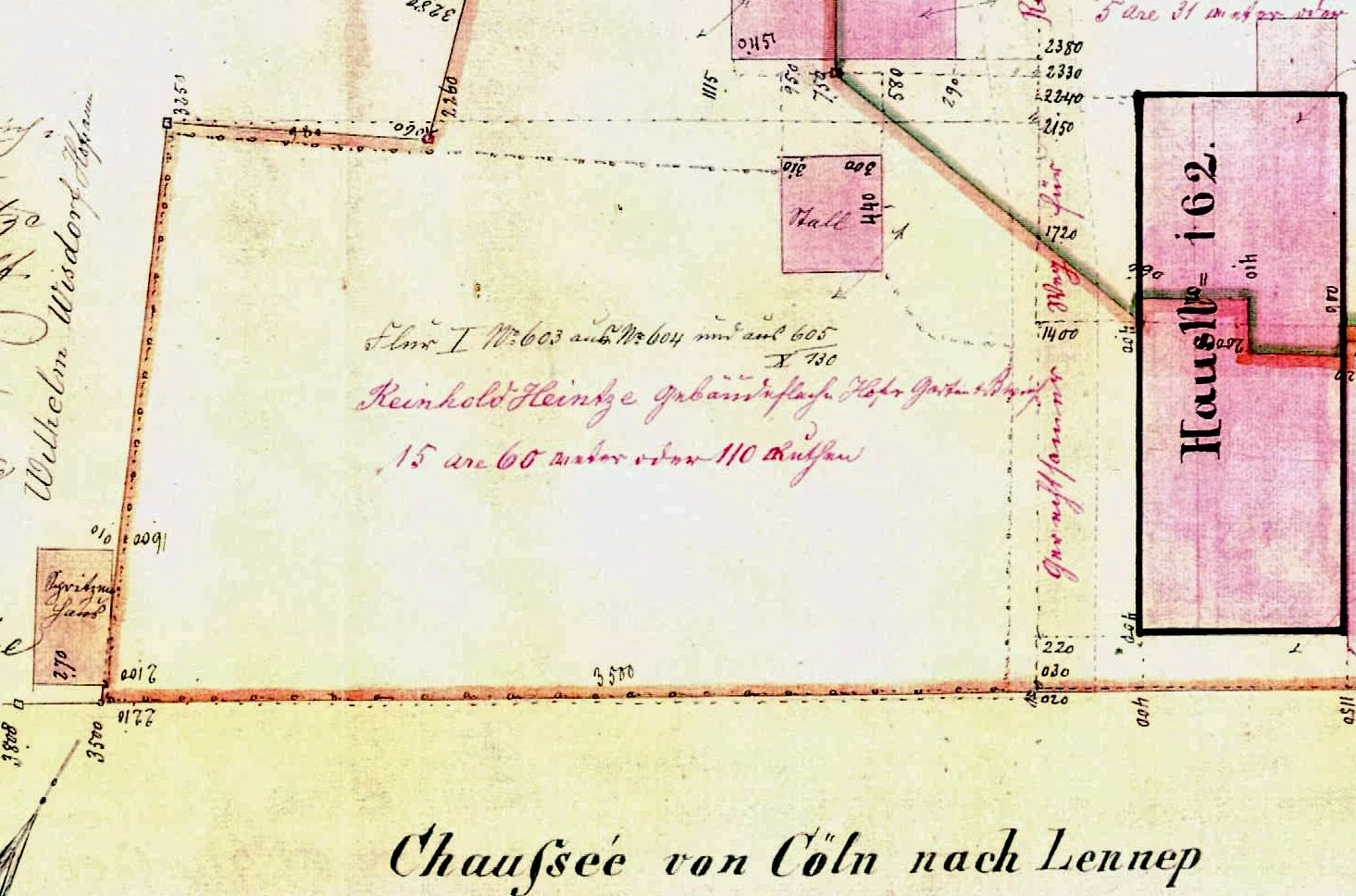
Das Spritzenhaus der Unterstraßer Feuerwehr auf einer Karte von 1874 ist links der kleine Schuppen. Das Haus 162 ist heute die Nr. 38–40, das Feld dazwischen ist heute bebaut

Eine Zollstelle wird schon im Jahr 1398 für Wermelskirchen erwähnt. Die Unterstrasser Landwehr, Schanze und Zollstelle  war ein Höhenriegel und ist in Resten nördlich der B 51 noch erhalten. Diese sind als Bodendenkmal gemeldet. Die Schanze findet Erwähnung in der Karte von Erich Philipp Ploennies im Jahre 1715. Hofrat Wülfing aus Beyenburg schreibt 1729 „beim französischen Einfall aus Bonn ins hiesige Bergische Land, hat er mit 300 Mann der besten Amtsschützen die Schanze jenseits von Wermelskirchen (aus Beyenburger Sicht) auf der cöllnischen Landstraße besetzt, diese selbst kommandiert und patrollieret, auch einige nach dem Rhein zu gelegenen Dörfer von streifenden Parteien abgekehret“. Die Zollstelle war noch bis in die 1860er Jahre in Funktion als Wegzoll zur Unterhaltung der Chaussee.
Die erste Erwähnung von Unterstraße in der Ploennies-Karte 1715 lautet „a. d. Stras“.

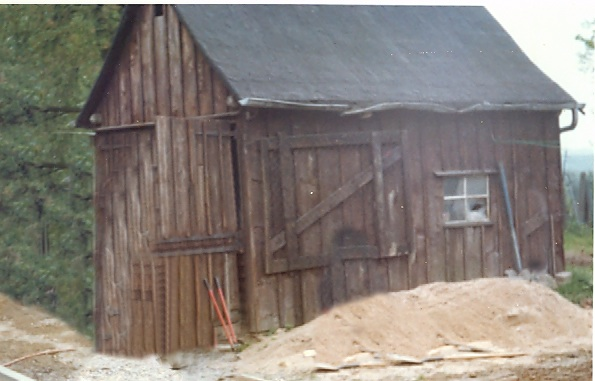
Das Spritzenhaus der Unterstraßer Feuerwehr, Foto von 1974

## Feuerwehr an der Unterstraße
Die Löschgruppe Unterstraße ist ein Teil der Freiwilligen Feuerwehr Wermelskirchen und dem 2. Löschzug zugehörig. Sie wurde offiziell im Jahre 1889 gegründet.
Neuere Forschungen belegen die Anschaffung einer neuen Feuerspritze schon 1837 als Nachfolger einer älteren Feuerspritze. Um 1809 wurde unter der Napoleonische Regierung die Schulbezirke und wahrscheinlich auch der Brandschutz organisiert. Schon 1928 veranstaltet die Feuerwehr Unterstrasse einen sog. Fastnachts-Maskenball. Im Jahre 1982 wurde von der Löschgruppe Unterstrasse und dem MGV Niederwermelskirchen die Karnevalssitzung „Tenter Meddemang“ gegründet und begeistert bis heute die Menschen. Meddemang ist ein altes Mundartwort und heißt „mittendrin“. 
Den Öffentlichen Personennahverkehr stellen die Busse der RVK mit der Linie 260 sicher.